# New York/New Jersey Knights
Els New York-New Jersey Knights van ser una franquícia de futbol americà que participà en la World League de futbol americà durant els anys 1991 i 1992. Van participar en la divisió Nord-amèrica Est, la qual van guanyar el 1991. Amb la suspensió d'operacions de la competició de l'any 1992 l'equip va desaparèixer. Va disputar els seus partits al Giants Stadium, seu, també, dels New York Giants i New York Jets.